# Роршах
Роршах (фр. Rorschach, итал. Rorschach) је град у североисточној Швајцарској. Роршах се налази у оквиру кантона Санкт Гален, где је седиште округа Рајнска Долина.

## Природне одлике
Роршах се налази у североисточном делу Швајцарске, близу државне границе са Аустријом - 7 км источно од града. Од најближег већег града, Цириха град је удаљен 100 км источно.
Рељеф: Роршах је смештен на јужној обали Боденског језера. Град се налази на приближно 400 метара надморске висине. Јужно од града стрмо се издижу Апенцелски Алпи, па је градско подручје стешњено између језера и планина.
Клима: Клима у Роршаху је умерено континентална.
Воде: Роршах је смештен на јужној обали Боденског језера. Град је последњих деценија постао и туристичко излетиште на језеру. Река Рајна улива се у језеро 7 км источно од града.

## Историја
Подручје Роршаха било је насељено у време праисторије, а у доба Старог Рима оно се налазило у северном делу царства.
Први помен назива данашњег града везује се за годину 850. 

## Становништво
2010. године Роршах је имао близу 9.000 становника. Од тог броја страни држављани чине 43,7%.
Језик: Швајцарски Немци чине традиционално становништво Роршаха и немачки језик је званични у граду и кантону. Међутим, градско становништво је током протеклих неколико деценија постало веома шаролико, па се на улицама Роршаха чују бројни други језици. Тако данас немачки говори 76,0% градског становништва, а прате га италијански (5,3%) и српски језик (4,4%).
Вероисповест: Месни Немци су у 16. веку прихватили протестантизам. Међутим, последњих деценија у граду се знатно повећао удео других вера, посебно римокатолика. Тако су данас римокатолици у већини (46,6%), затим следе протестанти (21,6%), а потом муслимани (12,8%), православци (4,7%) и атеисти (3,6%).

## Галерија слика
- Старо језгро Роршаха
- Градски кеј дуж језера
- Римокатоличка црква
- Градске палате